# Kryptorod
En kryptorod eller konfiks er en orddel, et morfem, der er en mellemting mellem en fri rod og et affiks. 
Mens frie rødder normalt kan være selvstændige ord, så kan
kryptorødder normalt ikke forekomme alene men skal sættes sammen med andre kryptorødder, frie rødder eller normale affikser for at danne et ord.
Eksempler på dansk på kryptorødder er -log og bio-.
De kan sættes sammen til ordet biolog.
bio- kan også sættes sammen med en normal fri rod, for eksempel gas til ordet biogas.
Kryptorødder er af græsk eller latinsk oprindelse.
Ordet "kryptorod" for begrebet er benyttet af Pia Jarvad. De dannede ord der består ef en eller flere kryptorødder kalder Jarvad for kryptosammensætninger.
Ordet "konfiks" er benyttet i den internationale litteratur efter fransk confixe og tysk Konfix.
Eugeniusz Rajnik skelner mellem prækonfiks (foranstillet kryptorod) og subkonfiks (efterstillet kryptorod).
Nogle kryptorødder udvikler sig til frie rødder.
Et dansk eksempel er øko.